# 運輸大臣
運輸大臣（うんゆだいじん、英: Minister of Transport）は、かつて日本の運輸省の長および主任の大臣であった国務大臣である。日本語略称は運輸相（うんゆしょう）。
後身は国土交通大臣。

## 歴代の運輸大臣
- 辞令のある再任は代として数え、辞令のない留任は数えない。
- 臨時代理は空位の場合のみ記載し、海外出張等の一時不在代理は記載しない。
- 太字は後に内閣総理大臣となった人物

| 代       | 氏名              | 内閣                       | 在任期間                        | 兼務等                                 | 所属等         |
| 運輸大臣 | 運輸大臣          | 運輸大臣                   | 運輸大臣                        | 運輸大臣                               | 運輸大臣       |
| -------- | ----------------- | -------------------------- | ------------------------------- | -------------------------------------- | -------------- |
| 1        | 小日山直登        | 鈴木貫太郎内閣             | 1945年5月19日 - 1945年8月17日   |                                        | 民間           |
| 2        | 小日山直登        | 東久邇宮内閣               | 1945年8月17日 - 1945年10月19日  |                                        | 貴族院議員     |
| 3        | 田中武雄          | 幣原内閣                   | 1945年10月19日 - 1946年1月13日  |                                        | 日本進歩党     |
| 4        | 三土忠造          | 幣原内閣                   | 1946年1月13日 - 1946年1月26日   | 内務大臣                               | 貴族院議員     |
| 5        | 村上義一          | 幣原内閣                   | 1946年1月26日 - 1946年5月22日   |                                        | 民間（元官僚） |
| 6        | 平塚常次郎        | 第1次吉田内閣              | 1946年5月22日 - 1947年1月31日   |                                        | 自由党         |
| 7        | 増田甲子七        | 第1次吉田内閣              | 1947年1月31日 - 1947年5月24日   |                                        | 民間           |
| -        | 片山哲            | 片山内閣                   | 1947年5月24日 - 1947年6月1日    | 内閣総理大臣による臨時代理             | 日本社会党     |
| 8        | 苫米地義三        | 片山内閣                   | 1947年6月1日 - 1947年12月4日    |                                        | 民主党         |
| 9        | 北村徳太郎        | 片山内閣                   | 1947年12月4日 - 1948年3月10日   |                                        | 民主党         |
| 10       | 岡田勢一          | 芦田内閣                   | 1948年3月10日 - 1948年10月15日  |                                        | 国民協同党     |
| -        | 吉田茂            | 第2次吉田内閣              | 1948年10月15日 - 1948年10月19日 | 内閣総理大臣による臨時代理             | 自由党         |
| 11       | 小沢佐重喜        | 第2次吉田内閣              | 1948年10月19日 - 1949年2月16日  |                                        | 自由党         |
| 12       | 大屋晋三          | 第3次吉田内閣              | 1949年2月16日 - 1950年6月28日   |                                        | 自由党         |
| 13       | 山崎猛            | 第3次吉田第1次改造内閣     | 1950年6月28日 - 1951年12月26日  |                                        | 自由党         |
| 13       | 山崎猛            | 第3次吉田第2次改造内閣     | 1950年6月28日 - 1951年12月26日  |                                        | 自由党         |
| 14       | 村上義一          | 第3次吉田第3次改造内閣     | 1951年12月26日 - 1952年10月30日 |                                        | 緑風会         |
| 15       | 石井光次郎        | 第4次吉田内閣              | 1952年10月30日 - 1953年5月21日  |                                        | 自由党         |
| 16       | 石井光次郎        | 第5次吉田内閣              | 1953年5月21日 - 1954年12月10日  |                                        | 自由党         |
| 17       | 三木武夫          | 第1次鳩山内閣              | 1954年12月10日 - 1955年3月19日  |                                        | 日本民主党     |
| 18       | 三木武夫          | 第2次鳩山内閣              | 1955年3月19日 - 1955年11月22日  |                                        | 日本民主党     |
| 19       | 吉野信次          | 第3次鳩山内閣              | 1955年11月22日 - 1956年12月23日 |                                        | 自由民主党     |
| -        | 石橋湛山          | 石橋内閣                   | 1956年12月23日                  | 内閣総理大臣による臨時代理             | 自由民主党     |
| 20       | 宮沢胤勇          | 石橋内閣                   | 1956年12月23日 - 1957年2月25日  |                                        | 自由民主党     |
| 21       | 宮沢胤勇          | 第1次岸内閣                | 1957年2月25日 - 1957年7月10日   |                                        | 自由民主党     |
| 22       | 中村三之丞        | 第1次岸改造内閣            | 1957年7月10日 - 1958年6月12日   |                                        | 自由民主党     |
| 23       | 永野護            | 第2次岸内閣                | 1958年6月12日 - 1959年4月24日   |                                        | 自由民主党     |
| 24       | 重宗雄三          | 第2次岸内閣                | 1959年4月24日 - 1959年6月18日   |                                        | 自由民主党     |
| 25       | 楢橋渡            | 第2次岸改造内閣            | 1959年6月18日 - 1960年7月19日   |                                        | 自由民主党     |
| 26       | 南好雄            | 第1次池田内閣              | 1960年7月19日 - 1960年12月8日   |                                        | 自由民主党     |
| 27       | 木暮武太夫        | 第2次池田内閣              | 1960年12月8日 - 1961年7月18日   |                                        | 自由民主党     |
| 28       | 斎藤昇            | 第2次池田第1次改造内閣     | 1961年7月18日 - 1962年7月18日   |                                        | 自由民主党     |
| 29       | 綾部健太郎        | 第2次池田第2次改造内閣     | 1962年7月18日 - 1963年12月9日   |                                        | 自由民主党     |
| 29       | 綾部健太郎        | 第2次池田第3次改造内閣     | 1962年7月18日 - 1963年12月9日   |                                        | 自由民主党     |
| 30       | 綾部健太郎        | 第3次池田内閣              | 1963年12月9日 - 1964年7月18日   |                                        | 自由民主党     |
| 31       | 松浦周太郎        | 第3次池田改造内閣          | 1964年7月18日 - 1964年11月9日   |                                        | 自由民主党     |
| 32       | 松浦周太郎        | 第1次佐藤内閣              | 1964年11月9日 - 1965年6月3日    |                                        | 自由民主党     |
| 33       | 中村寅太          | 第1次佐藤第1次改造内閣     | 1965年6月3日 - 1966年8月1日     |                                        | 自由民主党     |
| 34       | 荒舩清十郎        | 第1次佐藤第2次改造内閣     | 1966年8月1日 - 1966年10月14日   |                                        | 自由民主党     |
| 35       | 藤枝泉介          | 第1次佐藤第2次改造内閣     | 1966年10月14日 - 1966年12月3日  |                                        | 自由民主党     |
| 36       | 大橋武夫          | 第1次佐藤第3次改造内閣     | 1966年12月3日 - 1967年2月17日   |                                        | 自由民主党     |
| 37       | 大橋武夫          | 第2次佐藤内閣              | 1967年2月17日 - 1967年11月25日  |                                        | 自由民主党     |
| 38       | 中曽根康弘        | 第2次佐藤第1次改造内閣     | 1967年11月25日 - 1968年11月30日 |                                        | 自由民主党     |
| 39       | 原田憲            | 第2次佐藤第2次改造内閣     | 1968年11月30日 - 1970年1月14日  |                                        | 自由民主党     |
| 40       | 橋本登美三郎      | 第3次佐藤内閣              | 1970年1月14日 - 1971年7月5日    |                                        | 自由民主党     |
| 41       | 丹羽喬四郎        | 第3次佐藤改造内閣          | 1971年7月5日 - 1972年7月7日     |                                        | 自由民主党     |
| 42       | 佐々木秀世        | 第1次田中角榮内閣          | 1972年7月7日 - 1972年12月22日   |                                        | 自由民主党     |
| 43       | 新谷寅三郎        | 第2次田中角榮内閣          | 1972年12月22日 - 1973年11月25日 |                                        | 自由民主党     |
| 44       | 徳永正利          | 第2次田中角榮第1次改造内閣 | 1973年11月25日 - 1974年11月11日 |                                        | 自由民主党     |
| 45       | 江藤智            | 第2次田中角榮第2次改造内閣 | 1974年11月11日 - 1974年12月9日  |                                        | 自由民主党     |
| 46       | 木村睦男          | 三木内閣                   | 1974年12月9日 - 1976年9月15日   |                                        | 自由民主党     |
| 47       | 石田博英          | 三木改造内閣               | 1976年9月15日 - 1976年12月14日  |                                        | 自由民主党     |
| 48       | 田村元            | 福田赳夫内閣               | 1976年12月14日 - 1977年11月28日 |                                        | 自由民主党     |
| 49       | 福永健司          | 福田赳夫改造内閣           | 1977年11月28日 - 1978年12月7日  |                                        | 自由民主党     |
| 50       | 森山欽司          | 第1次大平内閣              | 1978年12月7日 - 1979年11月9日   |                                        | 自由民主党     |
| 51       | 地崎宇三郎 (三代) | 第2次大平内閣              | 1979年11月9日 - 1980年7月17日   |                                        | 自由民主党     |
| 52       | 塩川正十郎        | 鈴木善幸内閣               | 1980年7月17日 - 1981年11月30日  |                                        | 自由民主党     |
| 53       | 小坂徳三郎        | 鈴木善幸改造内閣           | 1981年11月30日 - 1982年11月27日 |                                        | 自由民主党     |
| 54       | 長谷川峻          | 第1次中曽根内閣            | 1982年11月27日 - 1983年12月27日 |                                        | 自由民主党     |
| 55       | 細田吉蔵          | 第2次中曽根内閣            | 1983年12月27日 - 1984年11月1日  |                                        | 自由民主党     |
| 56       | 山下徳夫          | 第2次中曽根第1次改造内閣   | 1984年11月1日 - 1985年12月28日  |                                        | 自由民主党     |
| 57       | 三塚博            | 第2次中曽根第2次改造内閣   | 1985年12月28日 - 1986年7月22日  |                                        | 自由民主党     |
| 58       | 橋本龍太郎        | 第3次中曽根内閣            | 1986年7月22日 - 1987年11月6日   |                                        | 自由民主党     |
| 59       | 石原慎太郎        | 竹下内閣                   | 1987年11月6日 - 1988年12月27日  |                                        | 自由民主党     |
| 60       | 佐藤信二          | 竹下改造内閣               | 1988年12月27日 - 1989年6月3日   |                                        | 自由民主党     |
| 61       | 山村新治郎        | 宇野内閣                   | 1989年6月3日 - 1989年8月10日    |                                        | 自由民主党     |
| 62       | 江藤隆美          | 第1次海部内閣              | 1989年8月10日 - 1990年2月28日   |                                        | 自由民主党     |
| 63       | 大野明            | 第2次海部内閣              | 1990年2月28日 - 1990年12月29日  |                                        | 自由民主党     |
| 64       | 村岡兼造          | 第2次海部改造内閣          | 1990年12月29日 - 1991年11月5日  |                                        | 自由民主党     |
| 65       | 奥田敬和          | 宮澤内閣                   | 1991年11月5日 - 1992年12月12日  |                                        | 自由民主党     |
| 66       | 越智伊平          | 宮澤改造内閣               | 1992年12月12日 - 1993年8月9日   |                                        | 自由民主党     |
| 67       | 伊藤茂            | 細川内閣                   | 1993年8月9日 - 1994年4月28日    |                                        | 日本社会党     |
| -        | 羽田孜            | 羽田内閣                   | 1994年4月28日                   | 内閣総理大臣による臨時代理             | 新生党         |
| 68       | 二見伸明          | 羽田内閣                   | 1994年4月28日 - 1994年6月30日   |                                        | 公明党         |
| 69       | 亀井静香          | 村山内閣                   | 1994年6月30日 - 1995年8月8日    |                                        | 自由民主党     |
| 70       | 平沼赳夫          | 村山改造内閣               | 1995年8月8日 - 1996年1月11日    |                                        | 自由民主党     |
| 71       | 亀井善之          | 第1次橋本内閣              | 1996年1月11日 - 1996年11月7日   |                                        | 自由民主党     |
| 72       | 古賀誠            | 第2次橋本内閣              | 1996年11月7日 - 1997年9月11日   |                                        | 自由民主党     |
| 73       | 藤井孝男          | 第2次橋本改造内閣          | 1997年9月11日 - 1998年7月30日   |                                        | 自由民主党     |
| 74       | 川崎二郎          | 小渕内閣                   | 1998年7月30日 - 1999年10月5日   | 北海道開発庁長官（1999年1月14日以降）  | 自由民主党     |
| 74       | 川崎二郎          | 小渕第1次改造内閣          | 1998年7月30日 - 1999年10月5日   |                                        | 自由民主党     |
| 75       | 二階俊博          | 小渕第2次改造内閣          | 1999年10月5日 - 2000年4月5日    | 北海道開発庁長官                       | 自由党         |
| 76       | 二階俊博          | 第1次森内閣                | 2000年4月5日 - 2000年7月4日     | 北海道開発庁長官                       | 保守党         |
| 77       | 森田一            | 第2次森内閣                | 2000年7月4日 - 2000年12月5日    | 北海道開発庁長官                       | 自由民主党     |
| 78       | 扇千景（林寛子）  | 第2次森改造内閣            | 2000年12月5日 - 2001年1月6日    | 建設大臣、北海道開発庁長官、国土庁長官 | 保守党         |